# Taphozous nudiventris
Taphozous nudiventris é uma espécie de morcego da família Emballonuridae. Pode ser encontrada na Argélia, Burkina Faso, Chade, República Democrática do Congo, Djibouti, Egipto, Eritrea, Gana, Índia, Israel, Jordânia, Quénia, Mauritânia, Marrocos, Myanmar, Níger, Nigéria, Paquistão, Senegal, Somália, Sudão, Tanzânia, Togo e Turquia.
Os seus habitats naturais são: savanas áridas, matagal árido tropical ou subtropical, campos de gramíneas subtropicais ou tropicais secos de baixa altitude, cavernas e desertos quentes.